# Fushimi Inari-taisha
Fushimi Inari-taisha (伏見稲荷大社) är en jinja i Fushimi-ku, Kyoto, Japan. Helgedomen ligger vid basen till berget Inariyamakanyuchi, och har små stigar upp på berget till många mindre jinja.
Det är huvudhelgedom för Inari, byggt år 711 i början på Naraperioden. Fushimi Inari-taisha är känt för sina tiotusentals torii-portar, som leder dit och de olika anläggningarna i sammanslutning till shintohelgedomen.
Jinjan är en plats för att tillbe Inari, som är risets, jordbrukets, affärsverksamhetens och rävens gudom. Besökare som driver affärsverksamhet i Japan donerar toriier till templet, en slags portal som här dekorerar stigarna och gatorna kring helgedomarna. Jinjan är den äldsta och viktigaste av alla Inarihelgedomar, och har över 30 000 andra Inarihelgedomar anslutna under sig.(siffran varierar)

## Historia
Enligt legenden uppenbarade sig en dag i februari år 711, en gud för en nobel och rik man vid platsen där helgedomskomplexet idag ligger. Han rapporterade det konstiga mötet till kejsaren, som då gav mannen order att bygga en liten jinja åt guden på platsen.
Efter att ha följt kejsarens order och byggt jinjan, så rapporterade bönderna i Kyoto-området om goda skördar varje år, och ryktet spred sig runt om i landet. Det blev populärt bland bönder att bygga Inari-jinja. Det uppmuntrades även av det dåvarande japanska imperiet. Att hylla Inari spreds även till affärsmän, och byggen av inarihelgedomar fortsatte. Idag står de för en tredjedel av alla Jinja i Japan.

### Byggnaderna
De äldsta delarna av helgedomen är från år 711, uppe på berget Inariyama i sydvästra Kyoto, men anläggningen flyttades år 816 på begäran av munken Kūkai. Honden (huvudbyggnaden) byggdes vid bergets fot år 1499. Det stora antal torii-portar som pryder området är donerade i synnerhet av framgångsrika affärsinnehavare, som besökt platsen för att tillbedja Inari.

## Fushimi Inari-taisha i populärkultur
- Scener i filmen En geishas memoarer utspelar sig i Fushimi Inari-taisha. (2005)
- Mangaserien Aria the Natural, avsnitt 5 handlar om ett Inarihelgedom inspirerat av Fushimi Inari-taisha. (2006)
- Mangaserien Inari, Konkon, Koi Iroha från 2010 utspelar sig vid helgedomen och karaktärerna är namngivna efter järnvägsstationer i området. Huvudkaraktären heter Fushimi Inari. En anime baserad på mangan började sändas 2014 med samma namn.[4]

## Galleri

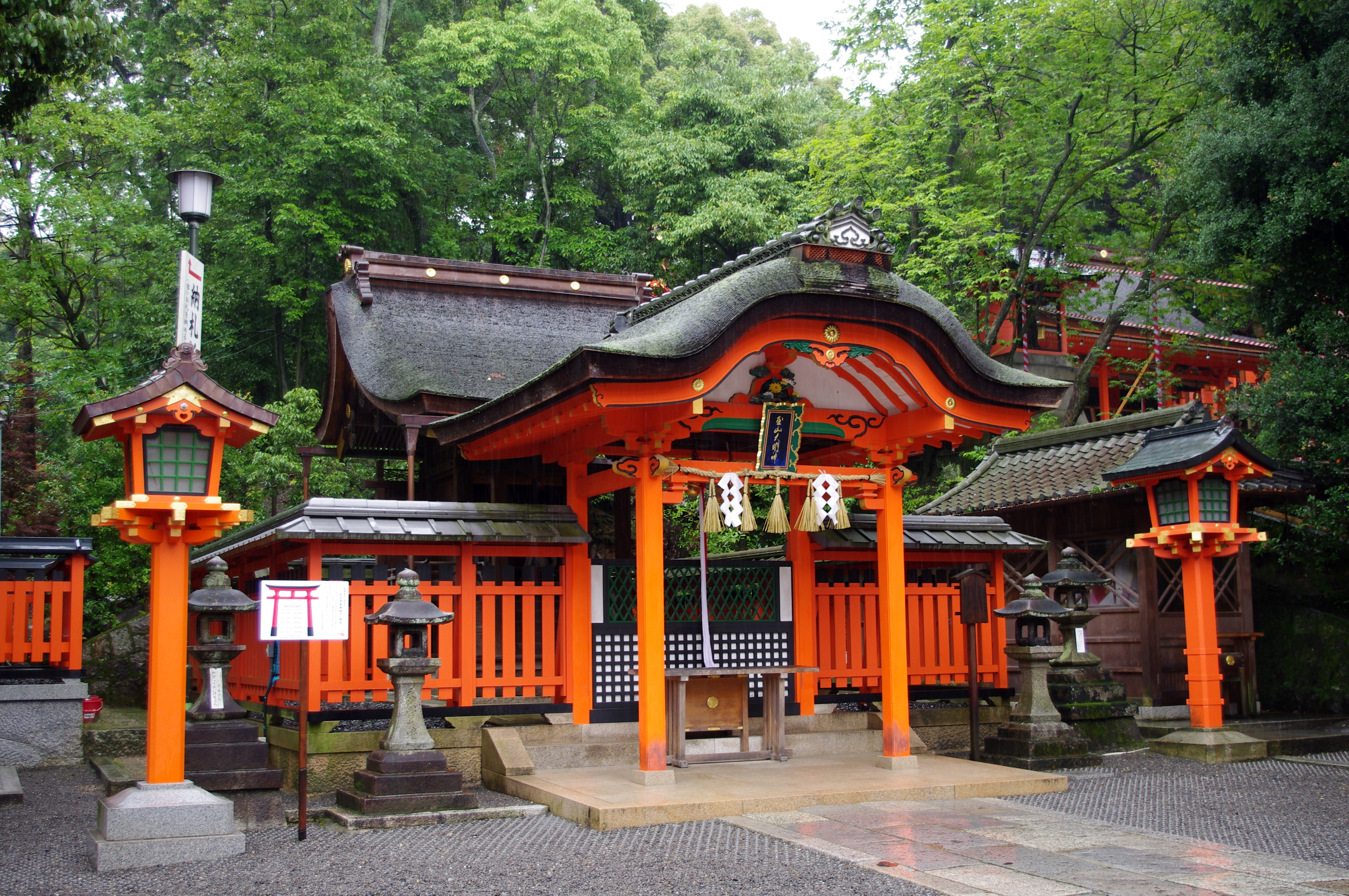
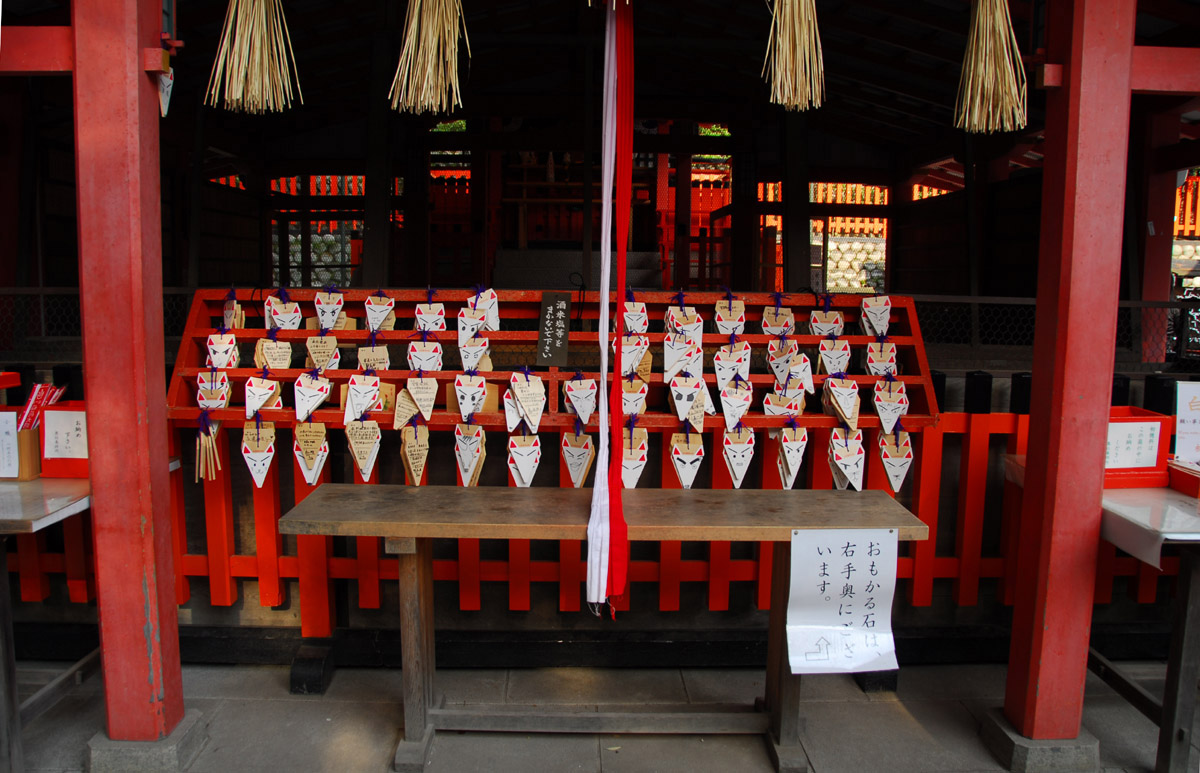
Ema (絵馬), i form av kitsune. Önskningar skrivs på dem och hängs upp i helgedomen så Kami kan ta emot dem.
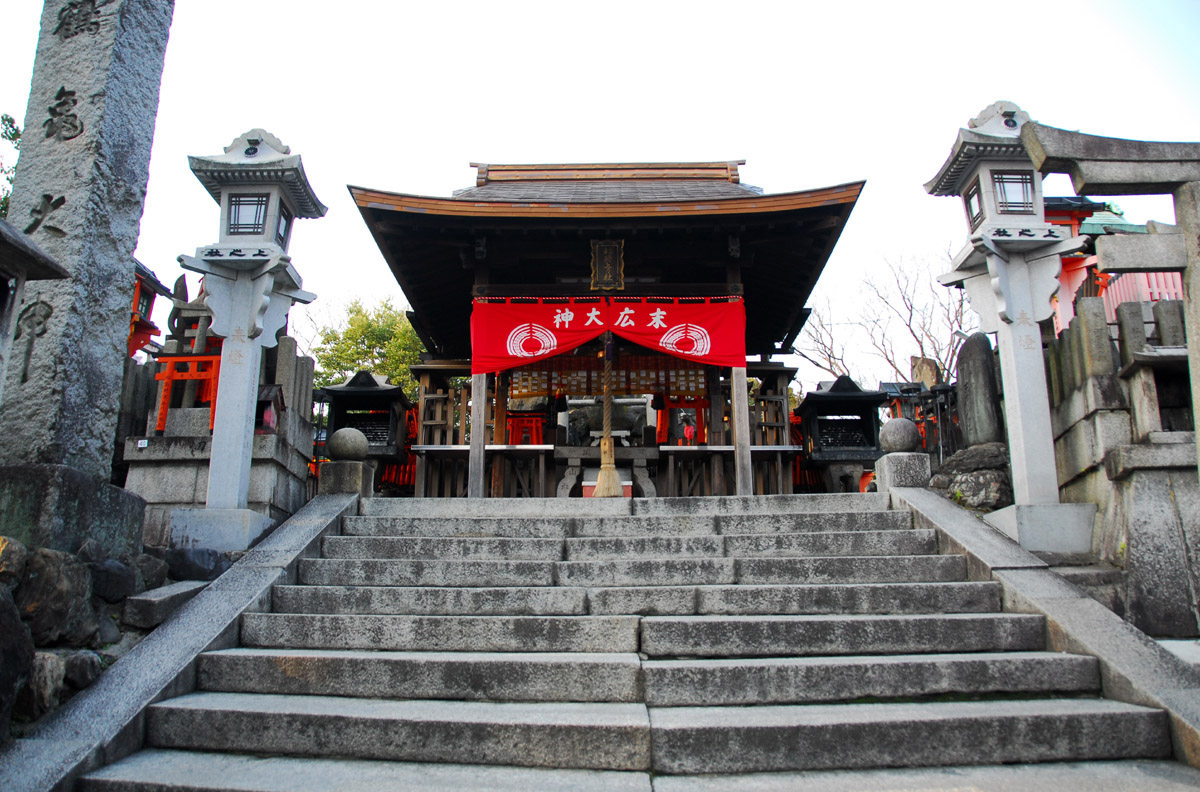
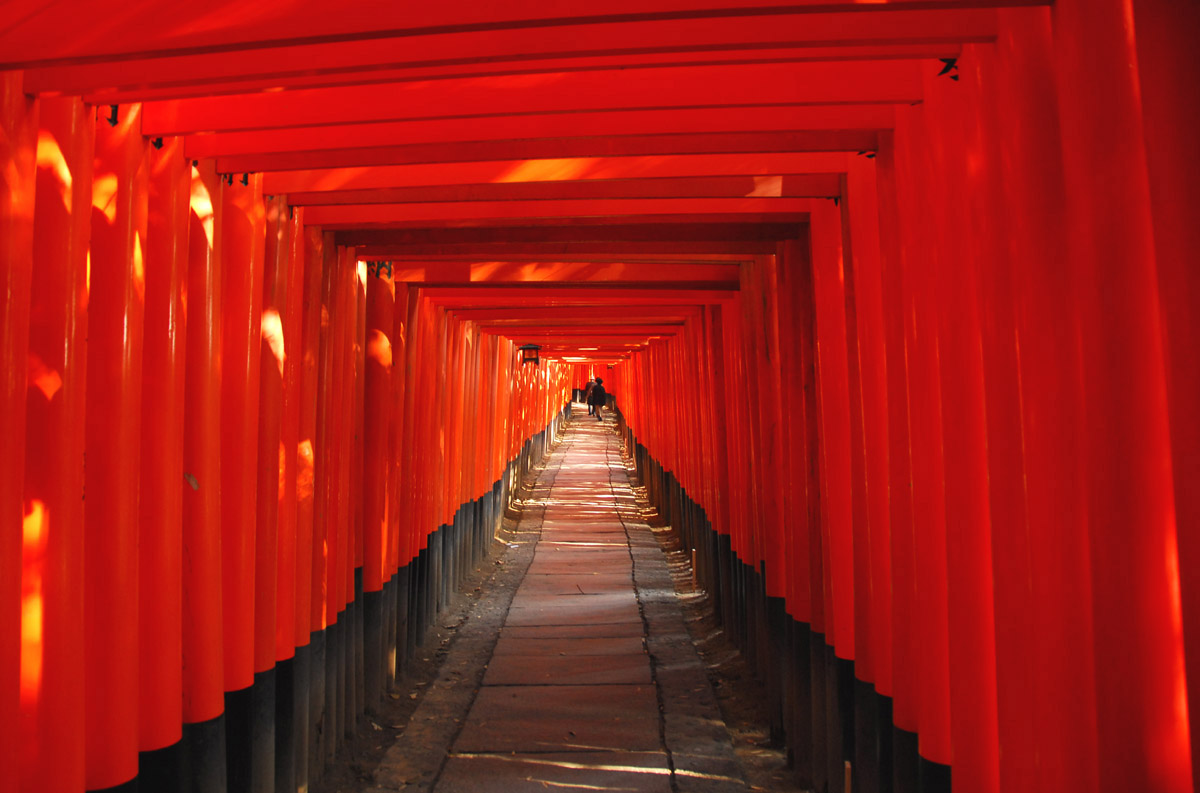
Stigarna med vermillionfärgade Torii-portar sträcker sig flera kilometer genom skogarna till de olika helgedomarna i området.
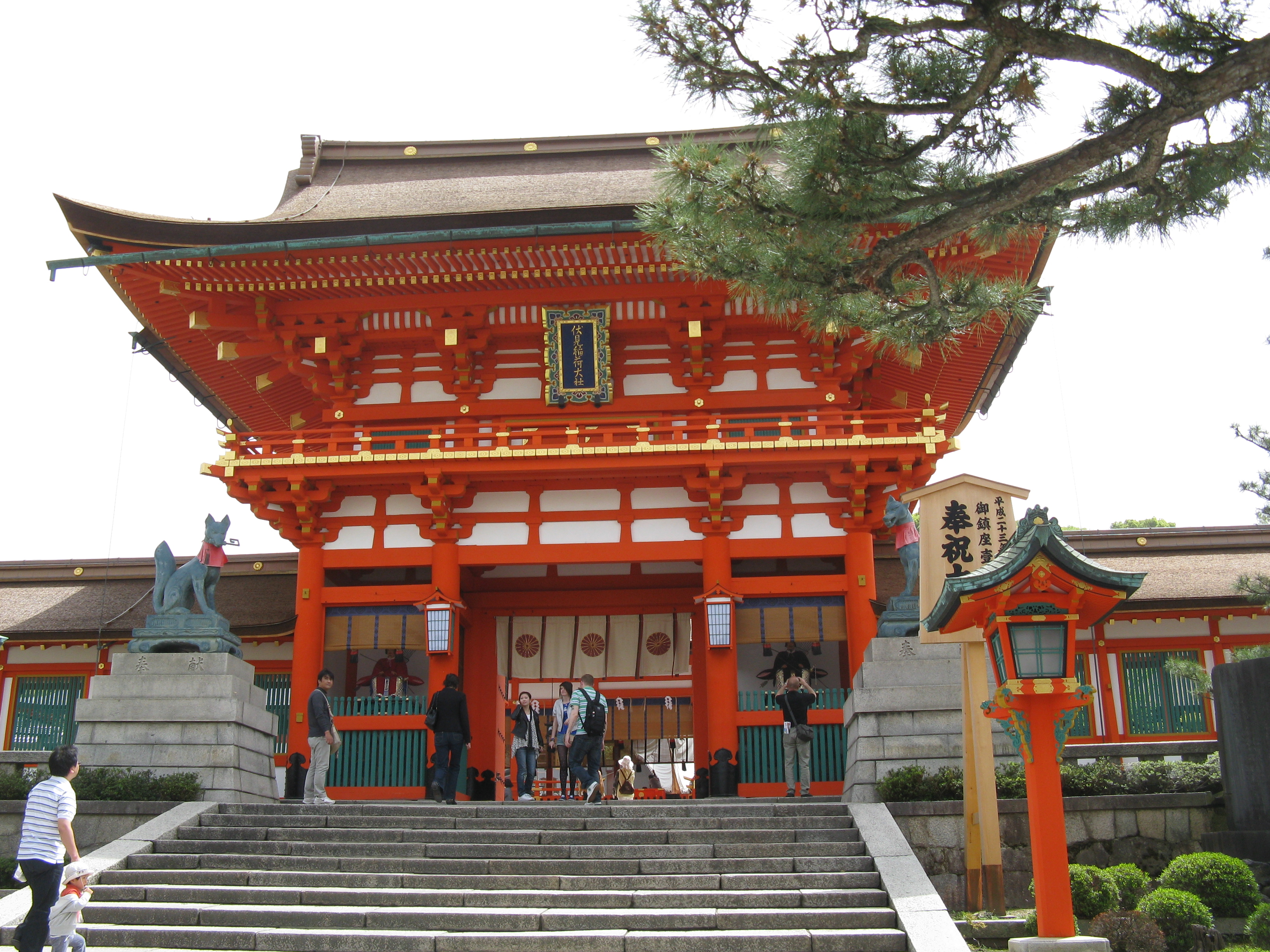
Romon, med två kitsune framför entrén, uppfördes år 1589.
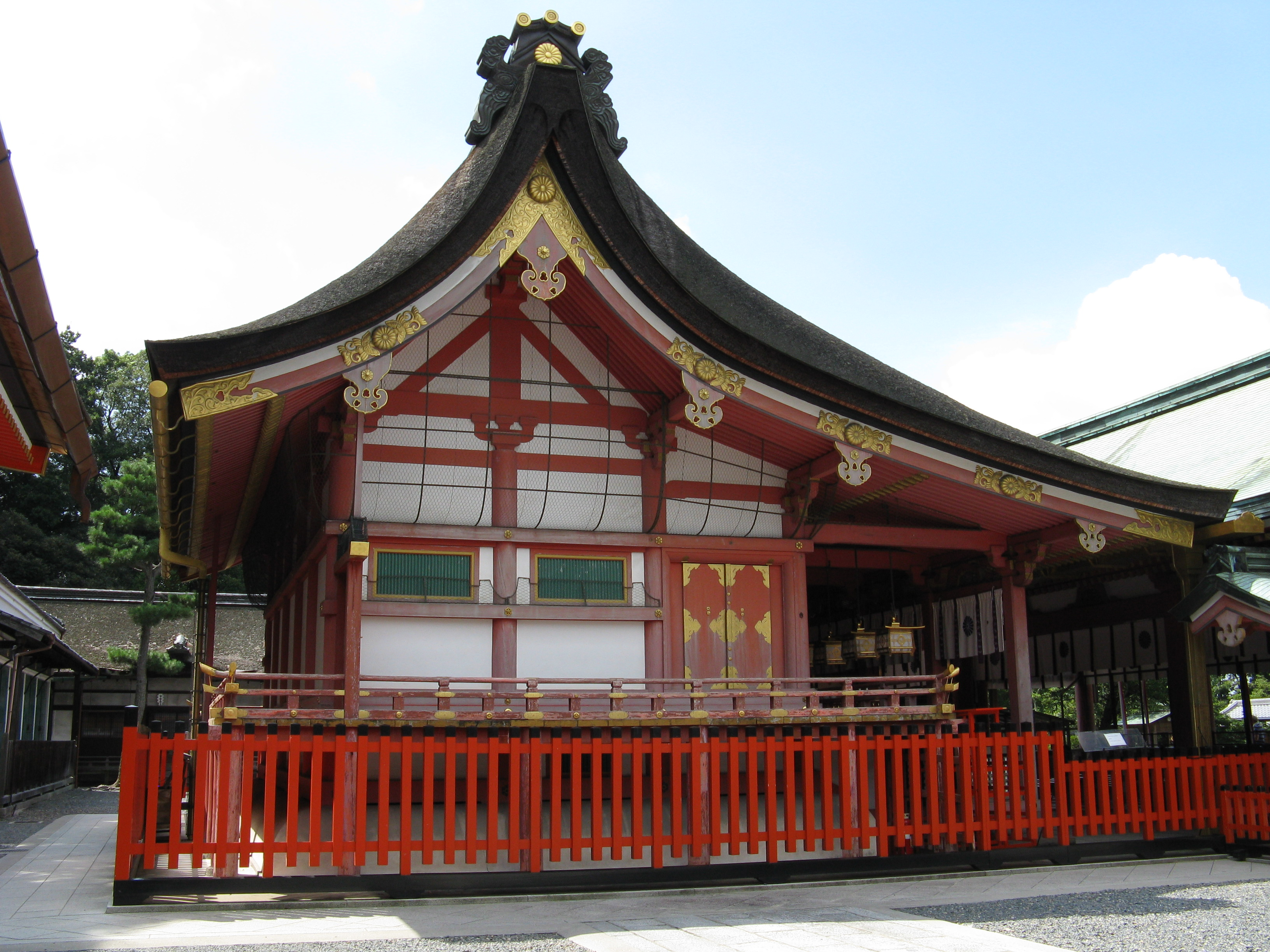
Honden, byggt runt 1499.